# Lorentz Westin
Lorentz Westin, född 21 februari 1787 i Stockholm, död 1 juli 1846 på sin egendom Jardine i Minas Gerais, Brasilien, var en svensk-brasiliansk affärsman och diplomat.
Lorentz Westin var son till Johan Westin den yngre och Elisabeth Norling. Han blev student vid Uppsala universitet 1799. 1803–1808 var han anställd hos den brittiska firman Mayne och Brown i Lissabon. 1808 blev han svensk handelsagent i Rio de Janeiro. 1813 erhöll han motsvarande befattning i Lissabon, vilken han dock aldrig tillträdde. 1816 blev han Sveriges diplomatiske agent i Rio de Janeiro, där han två år senare blev generalkonsul. Westin utnämndes till tillförordnad chargé d'affaires 1825 och var ordinarie innehavare av denna befattning 1827–1830. Han tog avsked från generalkonsulatet 1839. Westin spelade en viss roll i Sveriges tidigare relationer med Brasilien. Hemkommen från Lissabon propagerade han bland Stockholms grosshandlare och exportörer för handel på Brasilien, som först nu blev tillgängligt för världshandeln. Protegerade av sin far och av landshövding Hans Järta blev Westin, sin ungdom till trots, handelsagent i Rio de Janeiro. Som sådan arbetade han för utvidgade handelsförbindelser mellan Sverige och Brasilien och Sydamerika i stort, marknader som tidigare varit undandragna den svenska utrikeshandeln. Även genom sin far försökte han påverka svenska regeringen i det syftet. Ambitionerna hade delvis samband med det handelshus han själv drev i Rio de Janeiro. Det svensk-brasilianska handelsutbytet under 1810-talet dominerades även av Lorentz Westin och hans far. Genom sina alltför omfattande affärsspekulationer råkade dock Westin i ekonomiska svårigheter, vilket resulterade att brasilianska regeringen till en början vägrade erkänna honom som politisk agent. Westins verksamhet i Rio de Janeiro var inte helt till fördel för Sverige, då han ofta i sitt uppträdande visade prov på dåligt omdöme. Svenska fartygsbefälhavare som anlände till Rio, hade ideligen trassel och bråk med Westin. Han slutade sina dagar som godsägare i Brasilien, där hans ättlingar kom att bo kvar.